# 링크브릭스

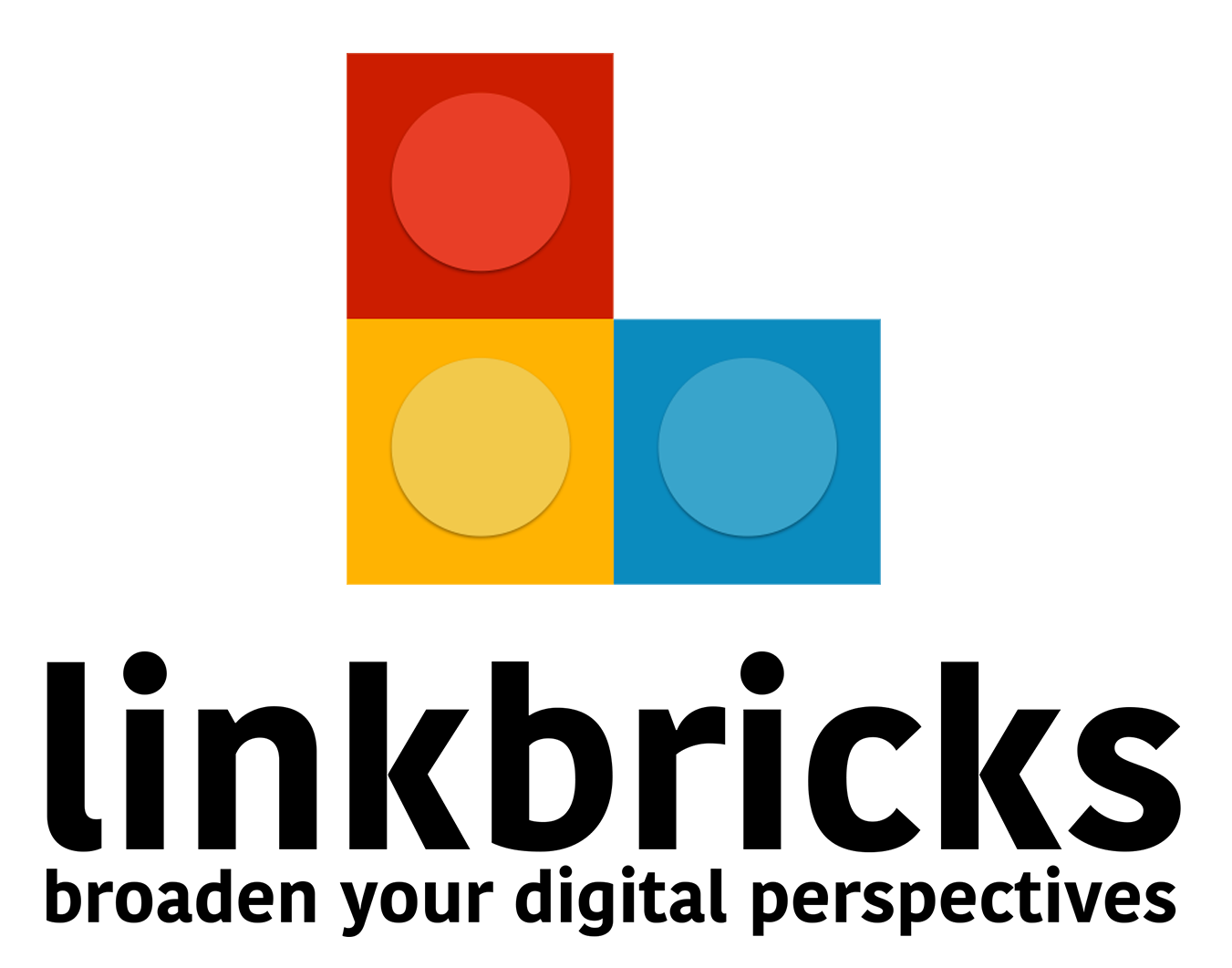
주식회사 링크브릭스(Linkbricks)는 대한민국 AI, sLLM, Bigdata 분석 전문기업이다.
링크브릭스벤처스 대표이사인 지윤성, 김상규 등이 창업하였다.

## 연혁
- 2017년 2월 법인 설립 (서울 강남구 봉은사로 30길 62 영우빌딩)
- 2020년 1월 벤처기업 인증 (제 20190113818 호)
- 2021년 주식회사 링크브릭스벤처스, 링크브릭스컴즈 자회사를 설립하였다.
- 2025년 주식회사 링크브릭스 호라이즌 에이아이 설립, 링크브릭스 호라이즌 에이아이 자회사를 설립하였다.

## 수상
- 과학기술정통부 DNA분야 혁신기업 선정
- 산업통상자원부 혁신국가대표 기업 선정